# Mycalesis neovisala
Mycalesis neovisala är en fjärilsart som beskrevs av Hans Fruhstorfer 1908. Mycalesis neovisala ingår i släktet Mycalesis och familjen praktfjärilar. Inga underarter finns listade i Catalogue of Life.